# Карлсбад (Каліфорнія)
Карлсбад (англ. Carlsbad) — місто (англ. city) в США, в окрузі Сан-Дієго штату Каліфорнія. Населення — 114 746 осіб (2020).

## Географія
За даними Бюро перепису населення США, загальна площа міста становить 101,6 км (39,1 міль²), з яких 98 км (37,7 міль²) суші та 3,6 км (1,4 міль² або 3,55%) водної поверхні, що включає три лагуни і одне озеро.
Місто розташоване за 140 км (87 миль) на південь від Лос-Анджелеса і за 56 км (35 миль) на північ від Сан-Дієго.
Карлсбад розташований за координатами 33°7′26″ пн. ш. 117°16′58″ зх. д. / 33.12389° пн. ш. 117.28278° зх. д. (33.123909, -117.282835).  За даними Бюро перепису населення США в 2010 році місто мало площу 101,30 км², з яких 97,70 км² — суходіл та 3,60 км² — водойми.

### Клімат
Клімат в Карлсбаді субтропічний, середземноморський, як і в багатьох прибережних районах Каліфорнії.
| Клімат : Карлсбад       | Клімат : Карлсбад | Клімат : Карлсбад | Клімат : Карлсбад | Клімат : Карлсбад | Клімат : Карлсбад | Клімат : Карлсбад | Клімат : Карлсбад | Клімат : Карлсбад | Клімат : Карлсбад | Клімат : Карлсбад | Клімат : Карлсбад | Клімат : Карлсбад | Клімат : Карлсбад |
| Показник                | Січ.              | Лют.              | Бер.              | Квіт.             | Трав.             | Черв.             | Лип.              | Серп.             | Вер.              | Жовт.             | Лист.             | Груд.             | Рік               |
| Абсолютний максимум, °C | 30,6              | 32,2              | 32,2              | 33,9              | 38,3              | 33,9              | 39,4              | 34,4              | 42,2              | 40,6              | 37,8              | 32,2              | 42,2              |
| Середній максимум, °C   | 17,8              | 17,8              | 17,8              | 18,3              | 18,9              | 20,6              | 22,2              | 23,3              | 22,8              | 21,7              | 20,0              | 18,3              | 19,9              |
| Середній мінімум, °C    | 7,2               | 8,3               | 8,9               | 10,6              | 13,3              | 15,6              | 17,2              | 17,8              | 16,1              | 13,3              | 9,4               | 7,2               | 12,1              |
| Абсолютний мінімум, °C  | −6,7              | −2,2              | 1,1               | 0,6               | 3,3               | 6,1               | 6,7               | 8,3               | 6,1               | 2,2               | −1,7              | −2,8              | −6,7              |
| Норма опадів, мм        | 61                | 57                | 54                | 23                | 6                 | 2                 | 1                 | 3                 | 7                 | 11                | 23                | 34                | 283               |
| ----------------------- | ----------------- | ----------------- | ----------------- | ----------------- | ----------------- | ----------------- | ----------------- | ----------------- | ----------------- | ----------------- | ----------------- | ----------------- | ----------------- |
| Джерело:                |                   |                   |                   |                   |                   |                   |                   |                   |                   |                   |                   |                   |                   |

## Демографія
Згідно з переписом 2010 року, у місті мешкало 105 328 осіб у 41 345 домогосподарствах у складі 27 968 родин. Густота населення становила 1040 осіб/км².  Було 44673 помешкання (441/км²).
Расовий склад населення:
| - 82,8 % — білих - 7,1 % — азіатів - 1,3 % — чорних або афроамериканців - 0,5 % — корінних американців - 0,2 % — вихідців з тихоокеанських островів - 4,0 % — осіб інших рас |

До двох чи більше рас належало 4,2 %. Частка іспаномовних становила 13,3 % від усіх жителів.
За віковим діапазоном населення розподілялося таким чином: 24,1 % — особи молодші 18 років, 61,9 % — особи у віці 18—64 років, 14,0 % — особи у віці 65 років та старші. Медіана віку мешканця становила 40,4 року. На 100 осіб жіночої статі у місті припадало 95,6 чоловіків;  на 100 жінок у віці від 18 років та старших — 92,5 чоловіків також старших 18 років.
Середній дохід на одне домашнє господарство  становив 116 169 доларів США (медіана — 90 597), а середній дохід на одну сім'ю — 133 289 доларів (медіана — 107 278). Медіана доходів становила 84 537 доларів для чоловіків та 57 823 долари для жінок. За межею бідності перебувало 9,1 % осіб, у тому числі 10,4 % дітей у віці до 18 років та 4,8 % осіб у віці 65 років та старших.
Цивільне працевлаштоване населення становило 51 397 осіб. Основні галузі зайнятості: науковці, спеціалісти, менеджери — 19,5 %, освіта, охорона здоров'я та соціальна допомога — 18,1 %, виробництво — 12,0 %, роздрібна торгівля — 9,6 %.

## Економіка

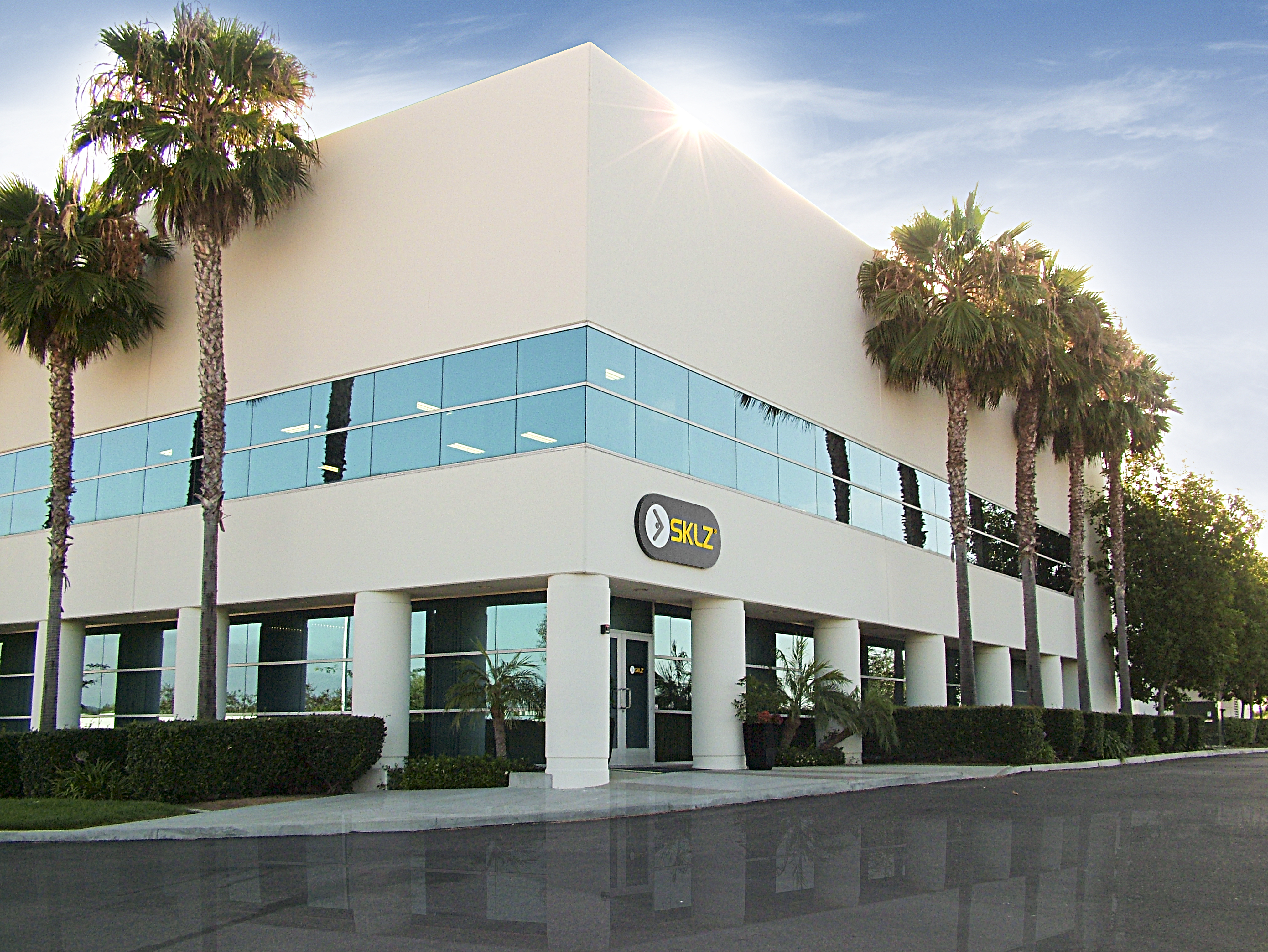
Офіс компанії з виробництва спортивного інвентарю SKLZ в Карлсбаді (2010)

У місті працює океанаріум «Центр морського життя».
Відповідно до щорічного фінансового звіту, найбільшими роботодавцями в 2010 році стали:
| №  | Роботодавець               | Працівників |
| -- | -------------------------- | ----------- |
| 1  | Life Technologies          | 3988 осіб   |
| 2  | TaylorMade-adidas          | 2075 осіб   |
| 3  | Callaway                   | 1637 осіб   |
| 4  | Asymtek                    | 671 осіб    |
| 5  | Zimmer Dental              | 643 осіб    |
| 6  | Genoptix                   | 537 осіб    |
| 7  | Crestone Group Baking Cos. | 530 осіб    |
| 8  | Alphatec Spine             | 504 осіб    |
| 9  | Titleist                   | 307 осіб    |
| 10 | Emerson Network Power      | 299 осіб    |